# Zjmerynka rajon
Zjmerynka rajon (ukrainsk: Жмеринський район, tr. Zjmerynskyj rajon) er en af 6 rajoner (distrikt) i Vinnytsja oblast i Ukraine, hvor Zjmerynka rajon er beliggende i den vestlige del af oblastet omkring byen Zjmerynka.
Rajonen har et areal på 3.151 km2
og et indbyggertal på 158.913 (2022) indbyggere. Det administrative centrum er byen Zjmerynka.